# Marisol Malaret
Marisol Malaret (13 tháng 10 năm 1949 – 19 tháng 3 năm 2023
) là một hoa hậu đến từ Puerto Rico. Bà là người phụ nữ đầu tiên của Puerto Rico đăng quang danh hiệu Hoa hậu Hoàn vũ.